# Vous aurez le dernier mot
 (signalé en juillet 2025).
Si vous disposez d'ouvrages ou d'articles de référence ou si vous connaissez des sites web de qualité traitant du thème abordé ici, merci de compléter l'article en donnant les références utiles à sa vérifiabilité et en les liant à la section « Notes et références ».
- Archive Wikiwix
- Bing
- Cairn
- DuckDuckGo
- E. Universalis
- Gallica
- Google
- G. Books
- G. News
- G. Scholar
- Persée
- Qwant
- (zh) Baidu
- (ru) Yandex
- (wd) trouver des œuvres sur Wikidata

Vous aurez le dernier mot est une émission de débats française diffusée sur France 2 du  11 septembre 2009 au 4 juin 2010 et présentée par Franz-Olivier Giesbert.
Elle succède au Café littéraire de Daniel Picouly.

## Principe
L'animateur reçoit des personnalités du monde culturel en plateau. L'émission est divisée en plusieurs parties :
- plateau actualité avec deux invités interviewés par l'animateur et Marion Ruggieri ;
- un face-à-face entre l'animateur et un invité ou entre deux invités ;
- un débat ;
- une sortie de scène avec un invité musical qui interprète un titre en plateau.

L'émission comporte aussi plusieurs rubriques. La dernière rubrique « vous aurez le dernier mot » consiste en un montage des réactions après coup des invités (initialement, une caméra se déplaçait dans le public pour recueillir les avis des spectateurs).

## Anecdotes
Lors de la première émission le 11 septembre 2009, l'émission a rendu un hommage aux victimes des attentats du 11 septembre 2001.